# 500 mil Indianapolis 1959
500 mil Indianapolis 1959 (oficiálně 43rd International 500-Mile Sweepstakes) se jela na okruhu Indianapolis Motor Speedway v Indianapolis v Indianě ve Spojených státech amerických dne 30. května 1959. Závod byl druhým v pořadí v sezóně 1959 šampionátu Formule 1.

## Závod
| Poř. | Pořadí na startu | No. | Jezdec            | Konstruktér              | Kvalifikace | Pořadí v kvalifikaci | Počet kol | Kola ve vedení | Čas/Odstoupení | Body |
| ---- | ---------------- | --- | ----------------- | ------------------------ | ----------- | -------------------- | --------- | -------------- | -------------- | ---- |
| 1    | 6                | 5   | Rodger Ward       | Watson-Offenhauser       | 144.03      | 7                    | 200       | 130            | 3:40:49.20     | 8    |
| 2    | 3                | 16  | Jim Rathmann      | Watson-Offenhauser       | 144.43      | 4                    | 200       | 19             | + 0:23.28      | 6    |
| 3    | 1                | 3   | Johnny Thomson    | Lesovsky-Offenhauser     | 145.9       | 1                    | 200       | 40             | + 0:50.64      | 5    |
| 4    | 15               | 1   | Tony Bettenhausen | Epperly-Offenhauser      | 142.72      | 18                   | 200       | 0              | + 1:47.09      | 3    |
| 5    | 16               | 99  | Paul Goldsmith    | Epperly-Offenhauser      | 142.67      | 19                   | 200       | 0              | + 2:06.44      | 2    |
| 6    | 11               | 33  | Johnny Boyd       | Epperly-Offenhauser      | 142.81      | 16                   | 200       | 0              | + 3:16.98      |      |
| 7    | 12               | 37  | Duane Carter      | Kurtis Kraft-Offenhauser | 142.79      | 17                   | 200       | 0              | + 4:09.92      |      |
| 8    | 8                | 19  | Eddie Johnson     | Kurtis Kraft-Offenhauser | 144         | 9                    | 200       | 0              | + 4:10.53      |      |
| 9    | 27               | 45  | Paul Russo        | Kurtis Kraft-Offenhauser | 142.38      | 22                   | 200       | 0              | + 4:11.04      |      |
| 10   | 17               | 10  | A. J. Foyt        | Kuzma-Offenhauser        | 142.64      | 20                   | 200       | 0              | + 4:14.48      |      |
| 11   | 9                | 88  | Gene Hartley      | Kuzma-Offenhauser        | 143.57      | 10                   | 200       | 0              | + 5:42.48      |      |
| 12   | 7                | 74  | Bob Veith         | Moore-Offenhauser        | 144.02      | 8                    | 200       | 0              | + 6:09.73      |      |
| 13   | 23               | 89  | Al Herman         | Dunn-Offenhauser         | 141.93      | 29                   | 200       | 0              | + 6:40.40      |      |
| 14   | 13               | 66  | Jimmy Daywalt     | Kurtis Kraft-Offenhauser | 144.68      | 3                    | 200       | 0              | + 6:41.54      |      |
| 15   | 21               | 71  | Chuck Arnold      | Kurtis Kraft-Offenhauser | 142.11      | 24                   | 200       | 0              | + 8:19.86      |      |
| 16   | 33               | 58  | Jim McWithey      | Kurtis Kraft-Offenhauser | 141.21      | 33                   | 200       | 0              | + 11:41.69     |      |
| 17   | 2                | 44  | Eddie Sachs       | Kuzma-Offenhauser        | 145.42      | 2                    | 182       | 0              | Smyk           |      |
| 18   | 28               | 57  | Al Keller         | Kuzma-Offenhauser        | 142.05      | 27                   | 163       | 0              | Motor          |      |
| 19   | 18               | 64  | Pat Flaherty      | Watson-Offenhauser       | 142.39      | 21                   | 162       | 11             | Nehoda         |      |
| 20   | 4                | 73  | Dick Rathmann     | Watson-Offenhauser       | 144.24      | 5                    | 150       | 0              | Požár          |      |
| 21   | 30               | 53  | Bill Cheesbourg   | Kuzma-Offenhauser        | 141.78      | 30                   | 147       | 0              | Dynamo         |      |
| 22   | 25               | 15  | Don Freeland      | Kurtis Kraft-Offenhauser | 143.05      | 14                   | 136       | 0              | Dynamo         |      |
| 23   | 32               | 49  | Ray Crawford      | Elder-Offenhauser        | 141.34      | 32                   | 115       | 0              | Nehoda         |      |
| 24   | 10               | 9   | Don Branson       | Phillips-Offenhauser     | 143.31      | 12                   | 112       | 0              | Zavěšení       |      |
| 25   | 24               | 65  | Bob Christie      | Kurtis Kraft-Offenhauser | 143.24      | 13                   | 109       | 0              | Motor          |      |
| 26   | 5                | 48  | Bobby Grim        | Kurtis Kraft-Offenhauser | 144.22      | 6                    | 85        | 0              | Dynamo         |      |
| 27   | 14               | 24  | Jack Turner       | Christensen-Offenhauser  | 143.47      | 11                   | 47        | 0              | Únik paliva    |      |
| 28   | 29               | 47  | Chuck Weyant      | Kurtis Kraft-Offenhauser | 141.95      | 28                   | 45        | 0              | Nehoda         |      |
| 29   | 19               | 7   | Jud Larson        | Kurtis Kraft-Offenhauser | 142.29      | 23                   | 45        | 0              | Nehoda         |      |
| 30   | 31               | 77  | Mike Magill       | Sutton-Offenhauser       | 141.48      | 31                   | 45        | 0              | Nehoda         |      |
| 31   | 26               | 87  | Red Amick         | Kurtis Kraft-Offenhauser | 142.92      | 15                   | 45        | 0              | Nehoda         |      |
| 32   | 22               | 8   | Len Sutton        | Lesovsky-Offenhauser     | 142.1       | 26                   | 34        | 0              | Nehoda         |      |
| 33   | 20               | 6   | Jimmy Bryan       | Epperly-Offenhauser      | 142.11      | 25                   | 1         | 0              | Motor          |      |

Poznámky
1. ↑  Johnny Thomson získal jeden bod za zajetí nejrychlejšího kola.

### Náhradníci
- První náhradník: Rex Easton (#39, #45)

### Jezdci, kteří se nekvalifikovali
- Russ Congdon (#72) - Nedokončil nováčkovský test
- Bob Cortner (#51) - Fatální nehoda
- Chuck Daigh (#98)
- Jimmy Davies (#53)
- Don Edmunds (#54, #57, #76)
- Jack Ensley (#92)
- Gene Force (#55, #78)
- Andy Furci (#91)
- Elmer George (#21)
- Bill Homeier (#42, #62)
- Van Johnson (#76, #91)
- Johnny Kay (#17) - Nedokončil nováčkovský test
- Ralph Ligouri (#12, #41)
- Johnny Moorhouse (#91)
- Earl Motter (#21)
- Jim Packard (#55)
- Johnnie Parsons (#45)
- Chuck Rodee (#82)
- Eddie Russo (#1, #78, #93, #98)
- Bob Schroeder (#78)
- Shorty Templeman (#69, #76)
- Johnnie Tolan (#43)
- Jerry Unser (#57) - Fatální nehoda
- Wayne Weiler (#39) - Psychika
- Dempsey Wilson (#34, #82)[1]

## Průběžné pořadí po závodě
Pohár jezdců
|        | Pořadí | Jezdec         | Body |
| ------ | ------ | -------------- | ---- |
|        | 1      | Jack Brabham   | 9    |
| 23     | 2      | Rodger Ward    | 8    |
| 1      | 3      | Tony Brooks    | 6    |
| 21     | 4      | Jim Rathmann   | 6    |
| 20     | 5      | Johnny Thomson | 5    |
| Zdroj: |        |                |      |

Pohár konstruktérů
|        | Pořadí | Konstruktér   | Body |
| ------ | ------ | ------------- | ---- |
|        | 1      | Cooper-Climax | 8    |
|        | 2      | Ferrari       | 6    |
| Zdroj: |        |               |      |